# Vinogorje
Vinogorje je vinogradarsko područje granice kojega su propisane odgovarajućim zakonskim aktom. U Hrvatskoj to je propisano Pravilnikom o vinu (NN 96/1996. i 7/1997.) i Pravilnikom o zemljopisnim područjima uzgoja vinove loze (NN 74/2012.),). Vinogorje se obično dijeli u dva ili više vinogradskih položaja, a više vinogorja se uvrštava u podregiju, odnosno, izuzetno i u regiju.